# Melanococcus froggatti
Melanococcus froggatti är en insektsart som beskrevs av Williams 1985. Melanococcus froggatti ingår i släktet Melanococcus och familjen ullsköldlöss. Inga underarter finns listade i Catalogue of Life.